# Musikjahr 1919
Liste der Musikjahre

◄◄ | ◄ | 1915 | 1916 | 1917 | 1918 | Musikjahr 1919 | 1920 | 1921 | 1922 | 1923 | ► | ►►

Weitere Ereignisse
Dieser Artikel behandelt das Musikjahr 1919.

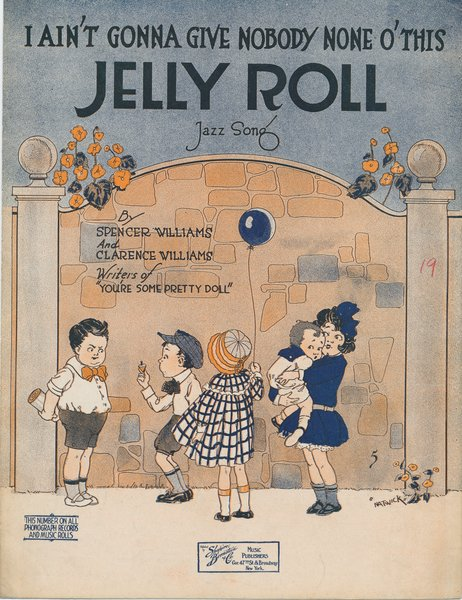
Deckblatt der Noten von I Ain’t Gonna Give Nobody None o’ This Jelly-Roll (1919)

## Ereignisse

### Instrumentalmusik
- Maurıce Ravel: Le Tombeau de Couperin, Uraufführung am 11. April 1919 im Saal des Pariser Klavierbauunternehmens Gaveau durch die Pianistin Marguerite Long
- Dimitri Schostakowitsch: Scherzo fis-moll für Orchester op. 1
- Die Lieder Fünf Kleine Lieder (nach Gedichten von Achim von Arnim und Heinrich Heine) op. 69 und Sinnspruch AV 105 von Richard Strauss werden fertiggestellt.
- Igor Strawinsky veröffentlicht das Klavierstück Piano-Rag-Musik.

### Musiktheater
- 21. Februar: Die Uraufführung der Oper Abessalom und Eteri von Sacharij Paliaschwili findet am Georgischen Nationaltheater in Tiflis statt. Ein Motiv der Komposition wird später in die Nationalhymne Georgiens eingearbeitet. Paliaschwili verbindet in der Oper nationale georgische Volksweisen mit klassischer europäischer Musik.
- 18. März: Uraufführung der Oper Gaudeamus von Engelbert Humperdinck in Darmstadt
- 05. April: Das Singspiel Das Dorf ohne Glocke von Eduard Künneke auf das Libretto von August Neidhart wird am Friedrich-Wilhelmstädtischen Theater in Berlin uraufgeführt. Als literarische Vorlage diente eine ungarische Legende von Árpád Pásztor.
- 10. April: Uraufführung der musikalischen Komödie Masques et bergamasques von Gabriel Fauré in Monte Carlo
- 16. April: Uraufführung der Oper Don Ranudo de Colibrados von Othmar Schoeck mit dem Libretto von Armin Rüeger nach einer Komödie von Ludvig Holberg in Zürich.
- 25. Juni: Die Operette Fräulein Puck von Walter Kollo wird am Münchner Volkstheater uraufgeführt.
- 22. Juli: In der Ausstattung von Pablo Picasso und mit der Choreographie von Léonide Massine wird im Londoner Alhambra-Theatre Manuel de Fallas Ballett Der Dreispitz von den Ballets Russes uraufgeführt. Ausführende sind unter anderen Tamara Karsawina und der Choreograph Léonide Massine.
- 06. Oktober: Uraufführung der Operette Apple Blossoms von Fritz Kreisler am Globe Theatre in New York.
- 10. Oktober: Die Oper Die Frau ohne Schatten von Richard Strauss wird an der Wiener Staatsoper uraufgeführt. Das Libretto stammt von Hugo von Hofmannsthal, basierend auf den Unterhaltungen deutscher Ausgewanderter von Johann Wolfgang von Goethe. Einige Tage später findet als Premiere einer zweiten Einstudierung die Erstaufführung an der Semperoper unter Fritz Reiner in Dresden statt. Die Oper setzt sich an deutschen und internationalen Bühnen nur zögernd durch.
- 21. Oktober: Uraufführung der Oper Fennimore und Gerda von Frederick Delius am Opernhaus in Frankfurt am Main.

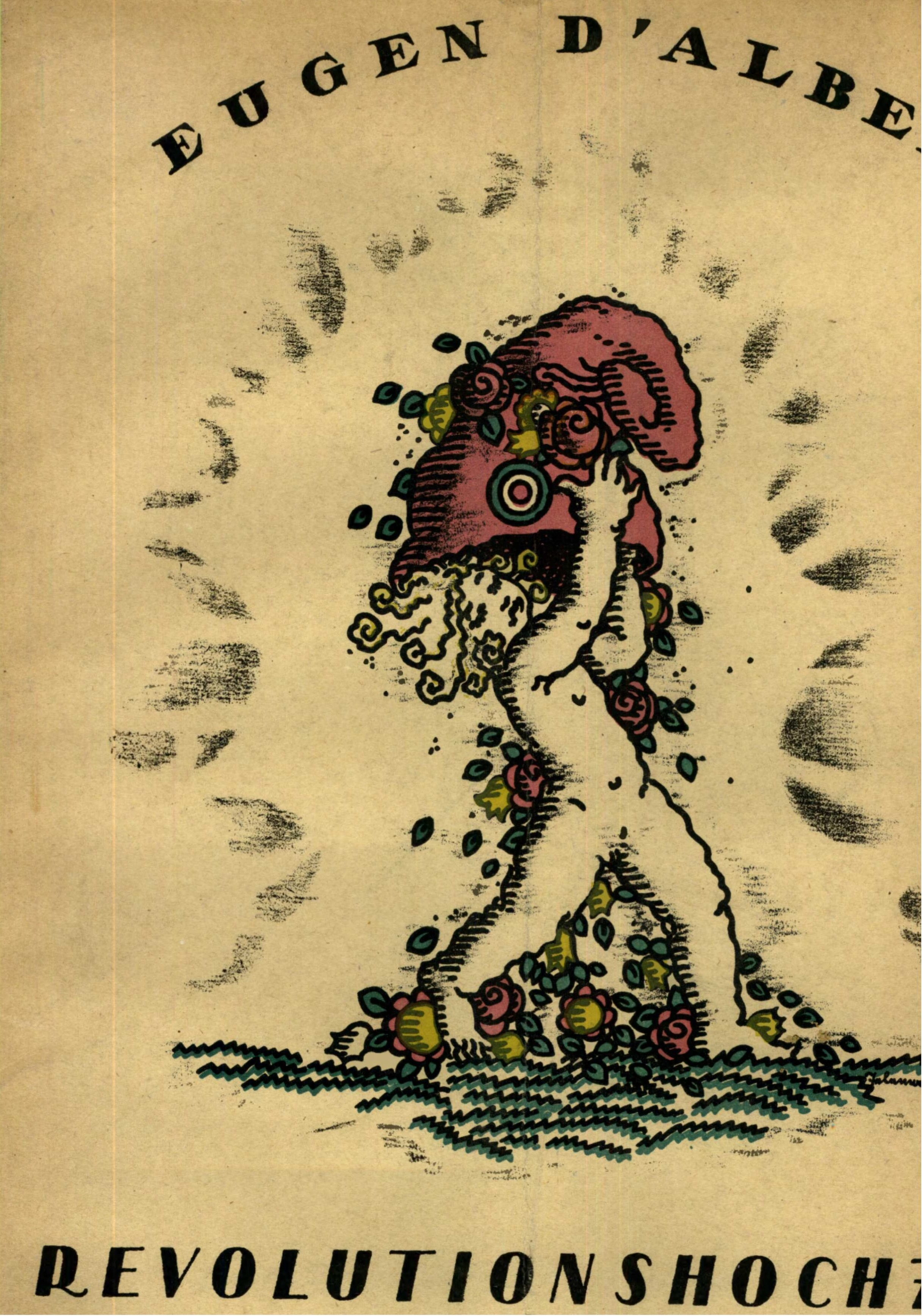
Eugen d’Albert – Revolutionshochzeit – Textbuch

- 26. Oktober: Uraufführung der Oper  Revolutionshochzeit von Eugen d’Albert in Leipzig.
- 13. Dezember: Uraufführung der Oper Sì von Pietro Mascagni in Rom.

Weitere Uraufführungen
- Eduard Künnecke: Der Vielgeliebte (Operette)
- Leo Ascher: Was Mädchen träumen und Der Künstlerpreis (Operetten).
- Jan Brandts Buys: Micarême (Oper), Uraufführung in Wien.
- Heinrich Berté: Die drei Kavaliere (Operette)
- Oskar Nedbal: Mamsell Napoleon, (Operette).
- Ralph Benatzky: Die Verliebten (Singspiel)

### Weiteres
- 14. Februar: In Den Haag geht mit Testsendungen der weltweit erste kommerzielle Radiosender PCGG des Radiopioniers Hanso Schotanus à Steringa Idzerda in Betrieb.
- 20. November: Der Geiger Ben Selvin spielt bei Victor Records das Instrumentalstück Dardanella ein, das in der Folge als erste Single der Musikgeschichte die Grenze von 3 Millionen verkauften Exemplaren überschreiten wird.
- In Dresden bildet sich um Kurt Günther, Otto Griebel, Otto Dix und den Komponisten Erwin Schulhoff die Dresdner Dada-Gruppe.
- Thorvald Aagaard veröffentlicht Ni Viser til Telkster af Jeppe Aakjær [Neue Lieder auf Texte von Jeppe Aakjær] bei Wilhelm Hansen in Kopenhagen und Leipzig heraus.[1] OCLC 471539506

## Geboren

### Januar bis März
- 03. Januar: Herbie Nichols, US-amerikanischer Jazzpianist und -komponist († 1963)
- 05. Januar: Severino Gazzelloni, italienischer Flötist († 1992)
- 07. Januar: Ján Albrecht, slowakischer Komponist und Musiklehrer († 1996)
- 09. Januar: Hans Lebert, österreichischer Schriftsteller und Opernsänger († 1993)
- 16. Januar: Lina Romay, US-amerikanische Sängerin und Schauspielerin († 2010)
- 17. Januar: Lia Dultzkaya, österreichisch-israelische Schauspielerin und Musicaldarstellerin († 2000)
- 18. Januar: Juan Orrego-Salas, chilenischer Komponist und Musikpädagoge († 2019)
- 20. Januar: Štěpán Lucký, tschechoslowakischer Komponist und Musikwissenschaftler († 2006)
- 24. Januar: Leon Kirchner, US-amerikanischer Komponist († 2009)
- 25. Januar: Reg Arnold, britischer Jazz- und Unterhaltungsmusiker (Trompete) († 1963)
- 25. Januar: Paul Hupperts, niederländischer Komponist († 1999)

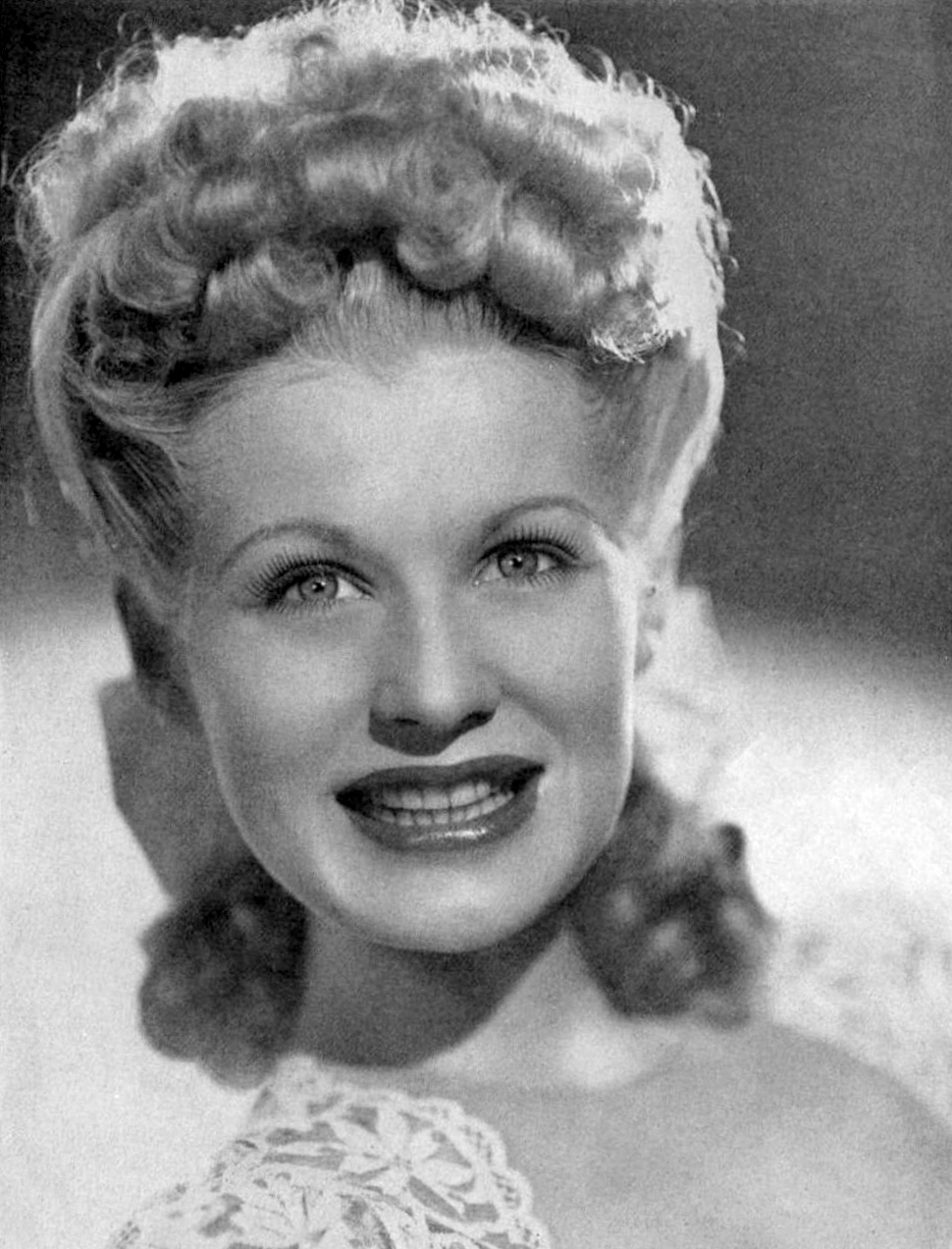
Marion Hutton; * 10. März

- 25. Januar: Norman Newell, britischer Musikproduzent und Songtexter († 2004)
- 27. Januar: David Seville, US-amerikanischer Sänger und Songschreiber († 1972)
- 30. Januar: José Basso, argentinischer Tangopianist, Komponist und Bandleader († 1993)
- 02. Februar: Lisa della Casa, Schweizer Opern- und Operettensängerin († 2012)
- 02. Februar: Robert Emanuel Heilbut, niederländisch-jüdischer Komponist († 1945)
- 03. Februar: Snooky Young, US-amerikanischer Jazztrompeter († 2011)
- 09. Februar: Alfred Zemanovský, tschechischer Komponist, Chorleiter und Musikverleger († 1994)
- 11. Februar: Eleonora Eksanischwili, georgische Pianistin, Komponistin und Hochschullehrerin († 2003)
- 13. Februar: Tennessee Ernie Ford, US-amerikanischer Country- und Gospel-Sänger († 1991)
- 15. Februar: Stephen Kondaks, kanadischer Bratschist und Musikpädagoge († 2005)

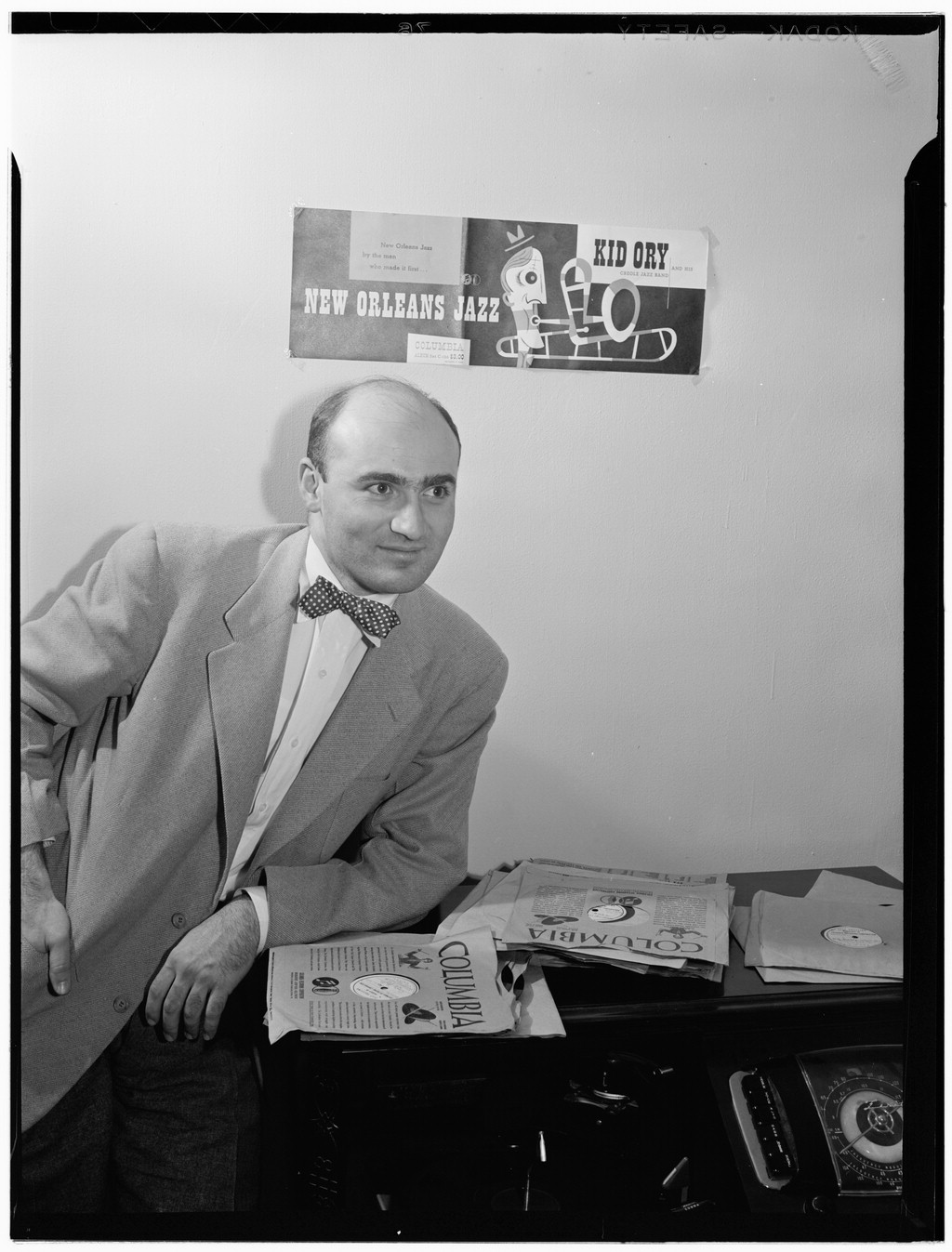
George Avakian; * 15. März

- 16. Februar: Georges Ulmer, französischer Sänger († 1989)
- 19. Februar: Stephan Henrik Barratt-Due, norwegischer Geiger und Musikpädagoge († 1985)
- 22. Februar: Issa El-Saieh, haitianischer Saxophonist, Klarinettist, Komponist und Geschäftsmann († 2005)
- 27. Februar: Roman Haubenstock-Ramati, Komponist († 1994)
- 01. März: Alfred Goodman, deutschamerikanischer Komponist, Musikwissenschaftler, Pianist († 1999)
- 06. März: Wanda Luzzato, italienische Violinistin und Musikpädagogin († 2002)
- 08. März: Mavor Moore, kanadischer Autor, Librettist, Komponist, Musikkritiker und -pädagoge, Regisseur und Produzent († 2006)
- 10. März: Marion Hutton, US-amerikanische Sängerin und Schauspielerin († 1987)
- 11. März: Joaquín Mendivel, kubanischer Pianist, Arrangeur, Komponist, Orchesterleiter und Musikpädagoge († 1997)

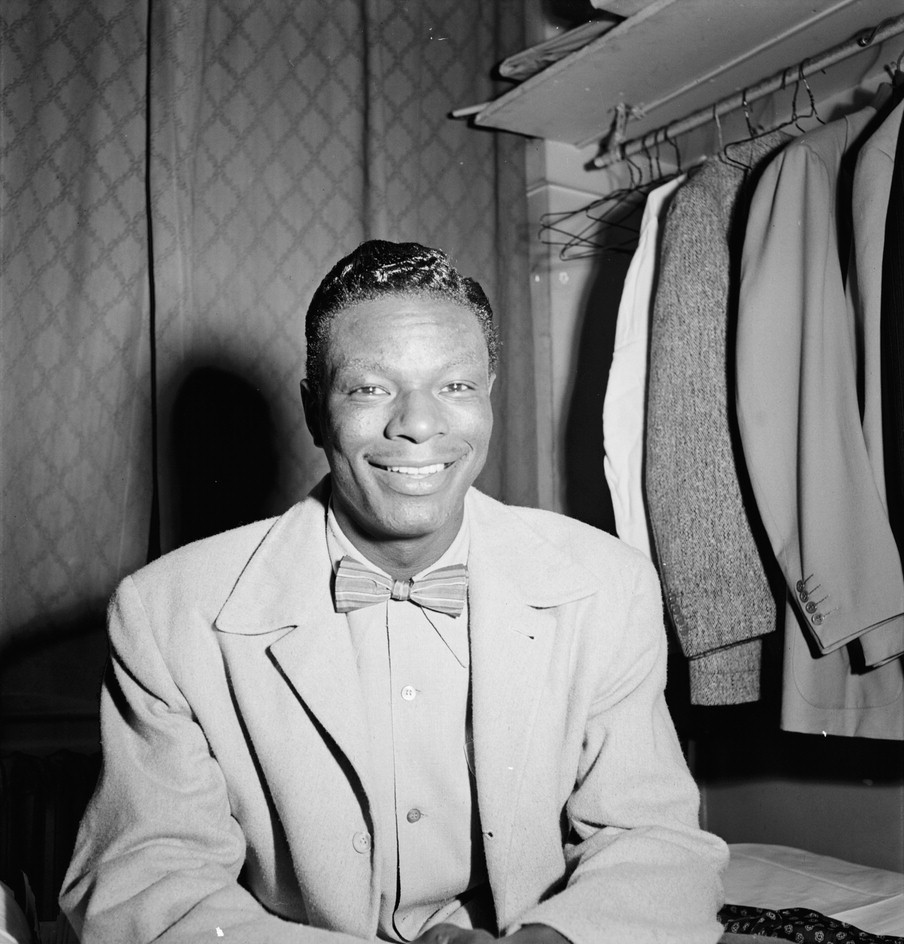
Nat King Cole; * 17. März

- 12. März: Casandra Damirón, dominikanische Sängerin († 1983)
- 15. März: George Avakian, US-amerikanischer Musikproduzent († 2017)
- 17. März: Nat King Cole, US-amerikanischer Sänger und Jazz-Musiker († 1965)
- 18. März: Michèle Arnaud, französische Chanson-Sängerin († 1998)
- 19. März: Lennie Tristano, US-amerikanischer Jazzmusiker (Pianist und Komponist) († 1978)
- 21. März: Cecil Steffen, US-amerikanische Komponistin und Musikpädagogin († 2009)
- 26. März: Imre Zsoldos, ungarischer Jazz- und Unterhaltungsmusiker und Orchesterleiter († 1985)

### April bis Juni
- 01. April: Stefi Ákos, ungarische Sängerin († 2005)
- 12. April: István Anhalt, ungarisch-kanadischer Komponist und Musikpädagoge († 2012)
- 12. April: Billy Vaughn, US-amerikanischer Bandleader († 1991)
- 13. April: Howard Keel, US-amerikanischer Schauspieler und Musical-Darsteller († 2004)
- 14. April: Karel Berman, tschechischer Komponist und Opernsänger († 1995)

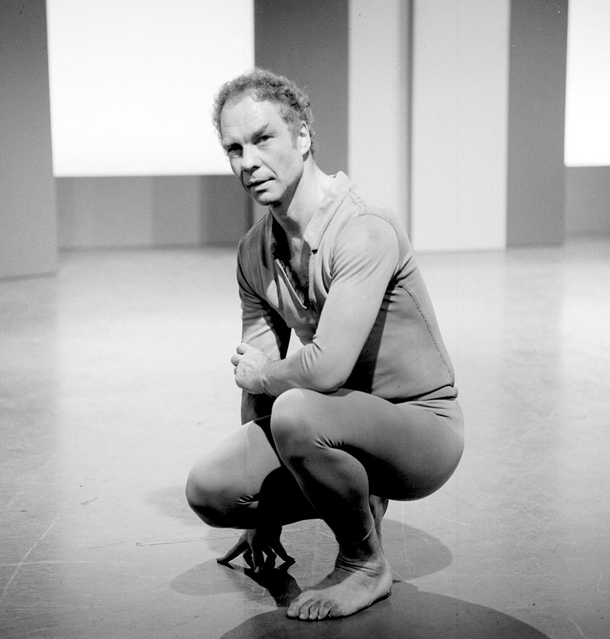
Merce Cunningham; * 16. April

- 16. April: Merce Cunningham, US-amerikanischer Tänzer und Choreograf († 2009)
- 17. April: Robert Brojer, österreichischer Komponist und Musikpädagoge († 1987)
- 18. April: John Taras, US-amerikanischer Choreograf und Ballettmeister († 2004)
- 20. April: Vera Auer, österreichische Akkordeonistin und Vibraphonistin († 1996)
- 21. April: Don Cornell, US-amerikanischer Sänger († 2004)
- 21. April: Roger Doucet, kanadischer Sänger († 1981)
- 21. April: Michael Mann, deutscher Musiker und Literaturwissenschaftler, Sohn von Thomas Mann († 1977)
- 22. April: Tālivaldis Ķeniņš, kanadischer Komponist und Musikpädagoge lettischer Herkunft († 2008)
- 25. April: Heinz Wunderlich, deutscher Organist und Komponist († 2012)
- 29. April: Alla Rakha, indischer Musiker (Tabla) († 2000)

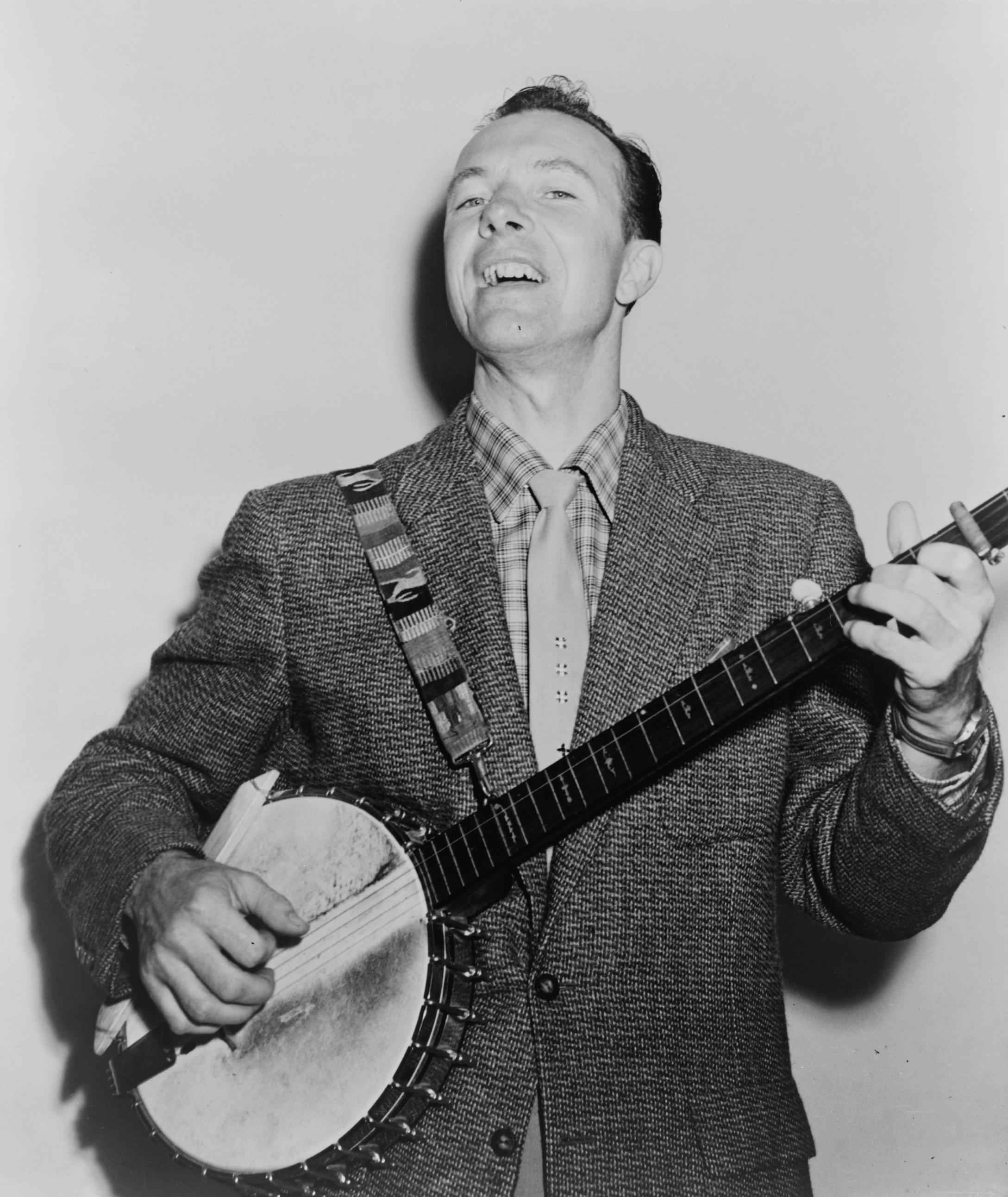
Pete Seeger; * 3. Mai

- 03. Mai: Pete Seeger, US-amerikanischer Folk-Musiker († 2014)
- 04. Mai: Mary Ann McCall, US-amerikanische Jazzsängerin († 1994)
- 07. Mai: La Esterella, flämische Sängerin († 2011)
- 08. Mai: Soltan Hacibeyov, aserbaidschanischer Komponist († 1974)
- 10. Mai: Peter Maag, Schweizer Dirigent († 2001)
- 10. Mai: Tibor Sárai, ungarischer Komponist († 1995)
- 12. Mai: Gerald Bales, kanadischer Organist, Pianist, Komponist, Chorleiter und Musikpädagoge († 2002)
- 16. Mai: Frank Callaway, neuseeländischer Musiker, Musikpädagoge und Musikadministrator († 2003)
- 17. Mai: Antonio Aguilar, mexikanischer Sänger und Schauspieler († 2007)
- 18. Mai: Margot Fonteyn, britische Tänzerin († 1991)
- 19. Mai: Georgie Auld, US-amerikanischer Jazz-Tenorsaxophonist, Klarinettist und Bandleader († 1990)
- 19. Mai: Mircea Chiriac, rumänischer Komponist († 1994)
- 23. Mai: Ruth Fernández, puerto-ricanische Sängerin († 2012)
- 26. Mai: Rubén González, kubanischer Pianist († 2003)
- 30. Mai: Benno Hoffmann, deutscher Ballettmeister und Schauspieler († 2005)
- 06. Juni: Rudolf am Bach, Schweizer Pianist und Musikpädagoge († 2004)
- 07. Juni: Zdeněk Jílek, tschechischer Pianist und Musikpädagoge († 1999)
- 07. Juni: Oscar Serpa, argentinischer Tangosänger und Gitarrist († 1982)

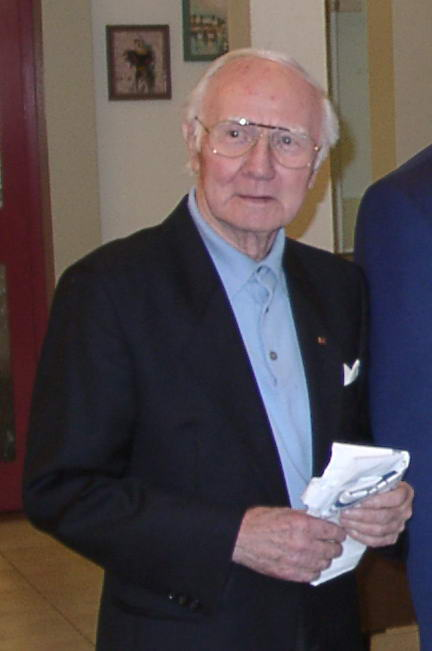
Erwin Lehn; * 8. Juni

- 08. Juni: Erwin Lehn, deutscher Orchesterleiter († 2010)
- 18. Juni: Thore Swanerud, schwedischer Jazzmusiker († 1988)
- 19. Juni: Anneliese Rothenberger, deutsche Opern- und Operettensängerin († 2010)
- 20. Juni: C.W. Adams, US-amerikanischer Western-Swing-Musiker und Viehzüchter († 1987)
- 29. Juni: Juan Blanco, kubanischer Komponist († 2008)
- 29. Juni: Happy Wilson, US-amerikanischer Country-Musiker († 1977)
- 30. Juni: Charles Smith, US-amerikanischer Perkussionist († 2008)

### Juli bis September
- 09. Juli: Earle Hagen, US-amerikanischer Filmkomponist († 2008)
- 13. Juli: David Nillo, US-amerikanischer Tänzer, Choreograf und Arrangeur († 2005)
- 27. Juli: Jonathan Sternberg, US-amerikanischer Dirigent und Musikpädagoge († 2018)
- 28. Juli: Kenneth Abbott, britischer Organist, Chorleiter und Komponist († 2002)
- 09. August: Edmund Hockridge, kanadischer Sänger († 2009)
- 11. August: Ginette Neveu, französische Violinistin († 1949)
- 12. August: Erwin Amend, deutscher Komponist und Konzertmeister († 1997)
- 13. August: George Shearing, englischer Jazzpianist († 2011)
- 15. August: Maria Mucke, deutsche Sängerin († 2018)
- 17. August: Georgia Gibbs, US-amerikanische Pop- und Jazzsängerin († 2006)
- 20. August: Julie Conway, US-amerikanische Sängerin († 1988)
- 21. August: Tommy Reilly, kanadischer Musiker († 2000)
- 24. August: Niels Viggo Bentzon, dänischer Komponist und Pianist († 2000)
- 24. August: Benny Moré, kubanischer Sänger († 1963)
- 24. August: Paul Steg, US-amerikanischer Komponist († 1995)
- 26. August: Frances Wayne, US-amerikanische Jazzsängerin († 1978)
- 27. August: Ismael Spitalnik, argentinischer Bandoneonist, Bandleader, Arrangeur und Tangokomponist († 1999)

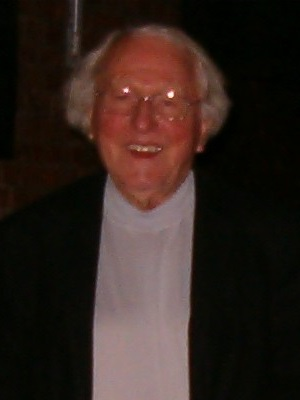
Wolfgang Wagner; * 30. August

- 30. August: Wolfgang Wagner, deutscher Opernregisseur und Festspielleiter († 2010)
- 30. August: Kitty Wells, US-amerikanische Country-Sängerin († 2012)
- 31. August: Michel Ciry, französischer Maler, Grafiker, Schriftsteller und Komponist († 2018)
- 02. September: Marge Champion, US-amerikanische Tänzerin und Schauspielerin († 2020)
- 05. September: Albert Häberling, Schweizer Komponist und Dirigent († 2012)
- 05. September: Héctor Zeoli, argentinischer Organist, Komponist und Musikpädagoge († 1993)
- 06. September: Aaron Shearer, US-amerikanischer Gitarrist und Musikpädagoge († 2008)
- 08. September: Johan Kvandal, norwegischer Komponist, Organist und Musikkritiker († 1999)
- 09. September: Maurice Dela, kanadischer Komponist und Organist († 1978)
- 09. September: Don Gais, US-amerikanischer Jazzpianist († 1996)
- 10. September: Lex van Delden, niederländischer Komponist und Musikkritiker († 1988)
- 15. September: Luwsandschambyn Mördordsch, mongolischer Komponist († 1996)
- 16. September: Sven-Erik Bäck, schwedischer Komponist († 1994)
- 18. September: Edward Bury, polnischer Komponist, Dirigent, Pianist und Musikpädagoge († 1995)
- 19. September: Hans-Arno Simon, deutscher Komponist, Sänger, Pianist und Produzent († 1989)
- 22. September: Court Stone, kanadischer Pianist; Komponist und Musikpädagoge († 1983)
- 23. September: Bogdan Paprocki, polnischer Sänger († 2010)
- 24. September: Václav Nelhýbel, US-amerikanischer Komponist und Professor († 1996)
- 24. September: Enzo Valentino, argentinischer Tangosänger und -komponist († 2015)
- 25. September: Eric McLean, kanadischer Journalist und Musikkritiker († 2002)

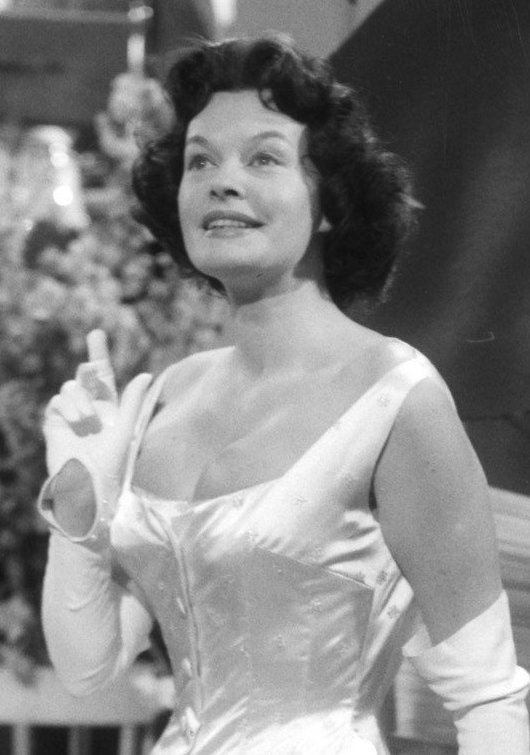
Margot Hielscher; * 29. September

- 29. September: Margot Hielscher, deutsche Sängerin und Filmschauspielerin († 2017)

### Oktober bis Dezember
- 02. Oktober: John Duarte, englischer Komponist, Gitarrist, Musikpädagoge und -kritiker († 2004)
- 03. Oktober: Robert James Dvorak, US-amerikanischer Komponist, Musikpädagoge und Hornist († 2020)
- 10. Oktober: Roland Lebrun, kanadischer Singer-Songwriter (Le Soldat Lebrun) († 1980)

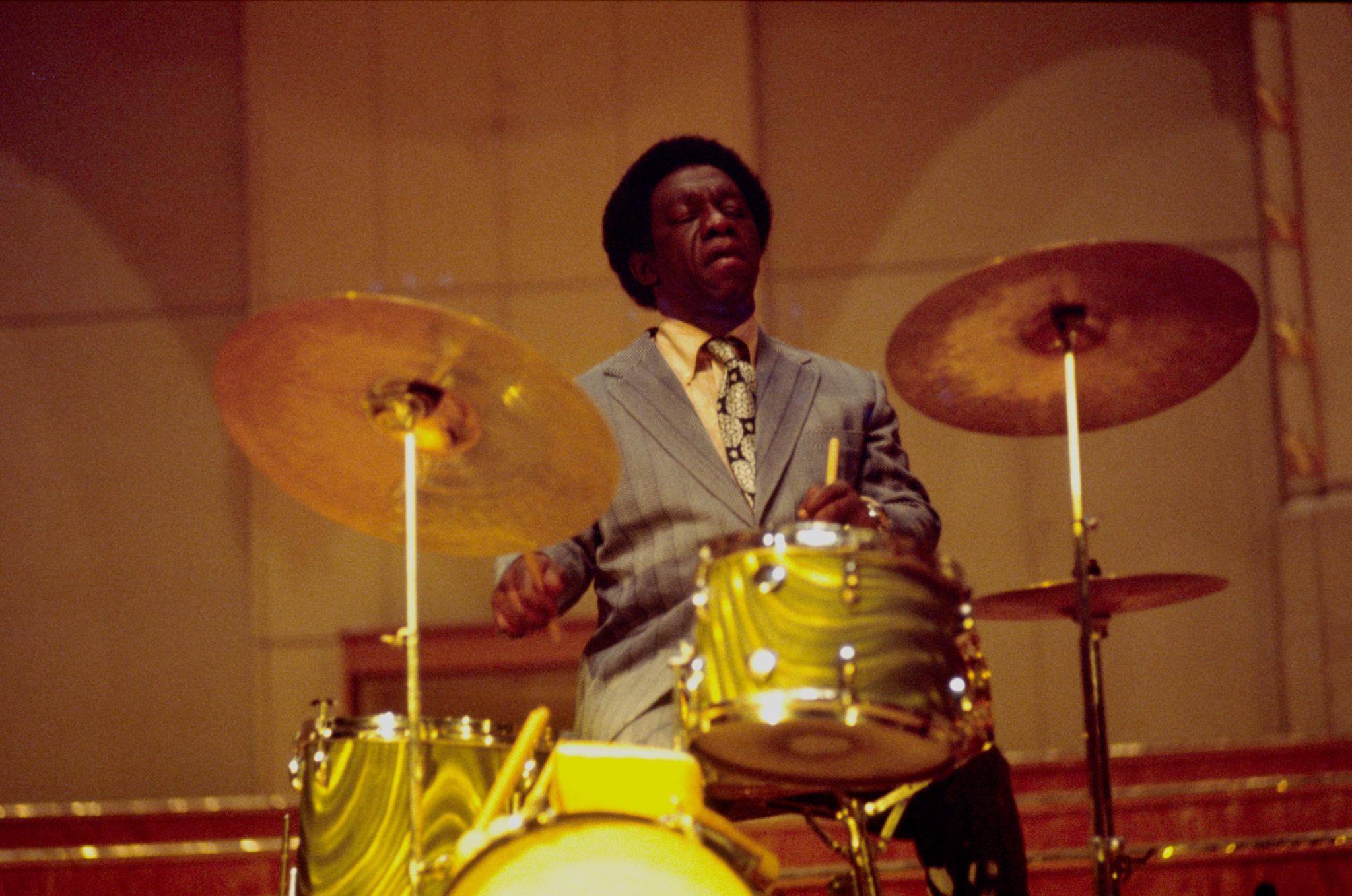
Art Blakey; * 11. Oktober

- 11. Oktober: Art Blakey, US-amerikanischer Schlagzeuger († 1990)
- 12. Oktober: André Casanova, französischer Komponist († 2009)
- 17. Oktober: Irmgard Arnold, deutsche Opernsängerin († 2014)
- 18. Oktober: James Winter, US-amerikanischer Hornist und Professor († 2006)

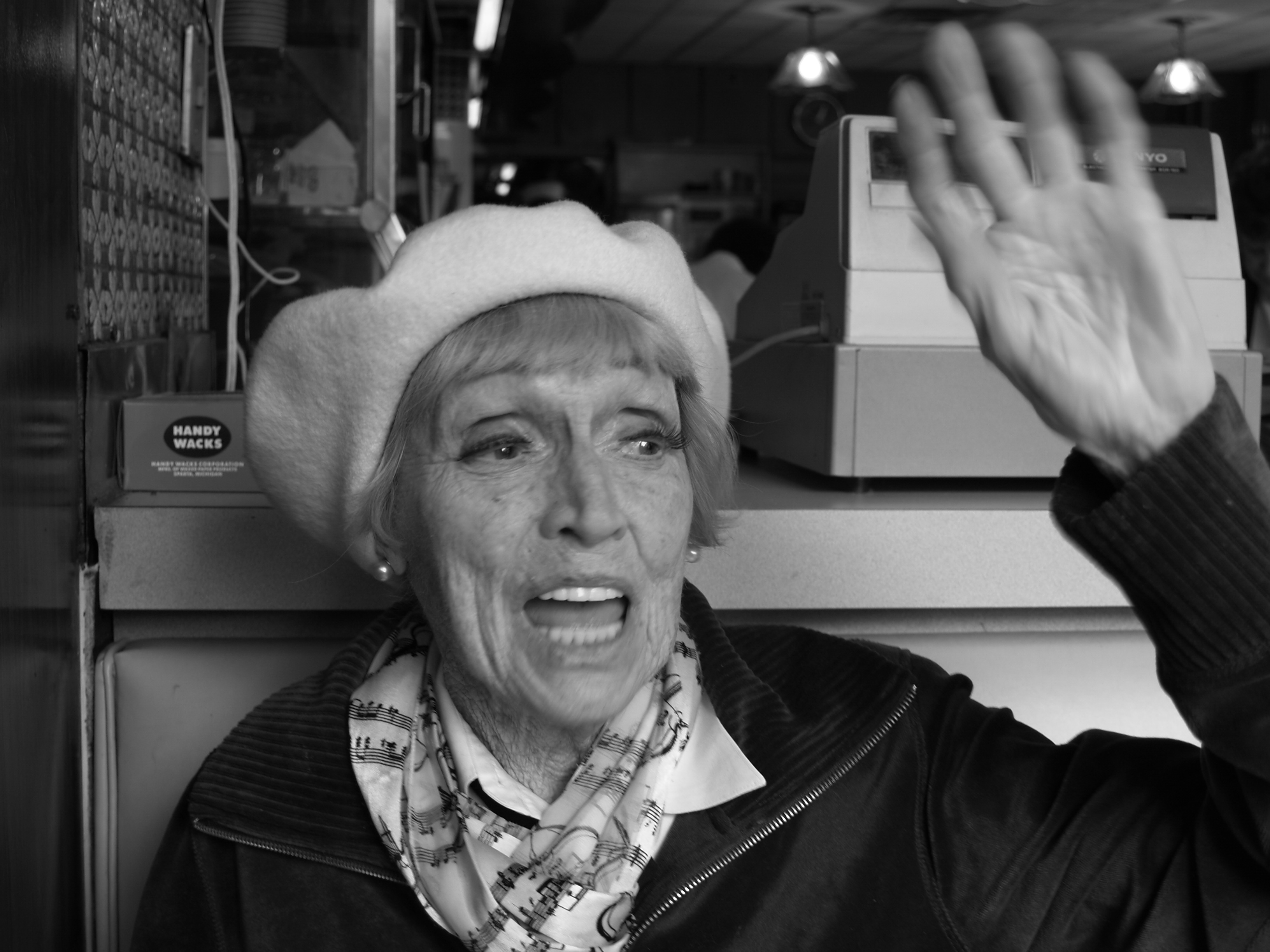
Anita O’Day; * 18. Oktober

- 18. Oktober: Anita O’Day, US-amerikanische Jazzsängerin († 2006)
- 27. Oktober: Michel Schwalbé, polnischer Geiger († 2012)
- 03. November: Corrado Galzio, italienischer Pianist und Musikpädagoge († 2020)
- 04. November: Ursula Friese, deutsche Sängerin und Schauspielerin († nach 1983)
- 04. November: Francisco Rotundo, argentinischer Bandleader, Tangopianist und Komponist († 1997)
- 05. November: Horst Wende, deutscher Orchesterleiter, Arrangeur und Akkordeonist († 1996)
- 06. November: Robert Nessler, österreichischer Komponist, Dirigent und Musikpädagoge († 1996)
- 10. November: Avelina Landín, mexikanische Sängerin († 1991)
- 12. November: Ray Kellogg, US-amerikanischer Schauspieler und Sänger († 1981)
- 14. November: Lisa Otto, deutsche Opern-Sopranistin († 2013)
- 14. November: Hans-Jürgen Walther, deutscher Dirigent und Musikschulleiter († 2011)
- 19. November: Traudl Well, deutsche Volksmusikerin († 2015)
- 20. November: Albert Vogler, deutscher Opernsänger († 2001)
- 21. November: Eleanor Collins, kanadische Jazz- und Gospelsängerin und Fernsehmoderatorin († 2024)
- 22. November: Kiko Mendive, kubanischer Schauspieler, Choreograph, Tänzer und Sänger († 2000)
- 23. November: Andrew Acquarulo Ackers, US-amerikanischer Pianist, Bandleader und Komponist († 1978)
- 23. November: Jacques Ary, französischer Boxer, Ringer, Wrestler, Saxophonist, Orchesterleiter, Drehbuchautor und Schauspieler († 1974)
- 23. November: Cláudio Santoro, brasilianischer Komponist († 1989)
- 24. November: Maria da Graça Amado da Cunha, portugiesische klassische Pianistin († 2001)
- 25. November: Øistein Sommerfeldt, norwegischer Komponist, Pianist, Musikkritiker und Schriftsteller († 1994)
- 26. November: Ernest Alvin Archia Jr., US-amerikanischer Tenorsaxophonist († 1977)
- 27. November: Siegfried Naumann, schwedischer Komponist und Professor († 2001)
- 30. November: Detlef Kraus, deutscher Pianist († 2008)
- 06. Dezember: Gideon Klein, tschechischer Komponist († 1945)
- 07. Dezember: Günther Gürsch, deutscher Jazz- und Unterhaltungsmusiker († 2009)
- 08. Dezember: Mieczysław Weinberg, russischer Komponist polnischer Abstammung († 1996)
- 09. Dezember: Johnny Albino, puerto-ricanischer Bolerosänger († 2011)
- 09. Dezember: Cedric West, britischer Jazzmusiker (Gitarre) († 1997)

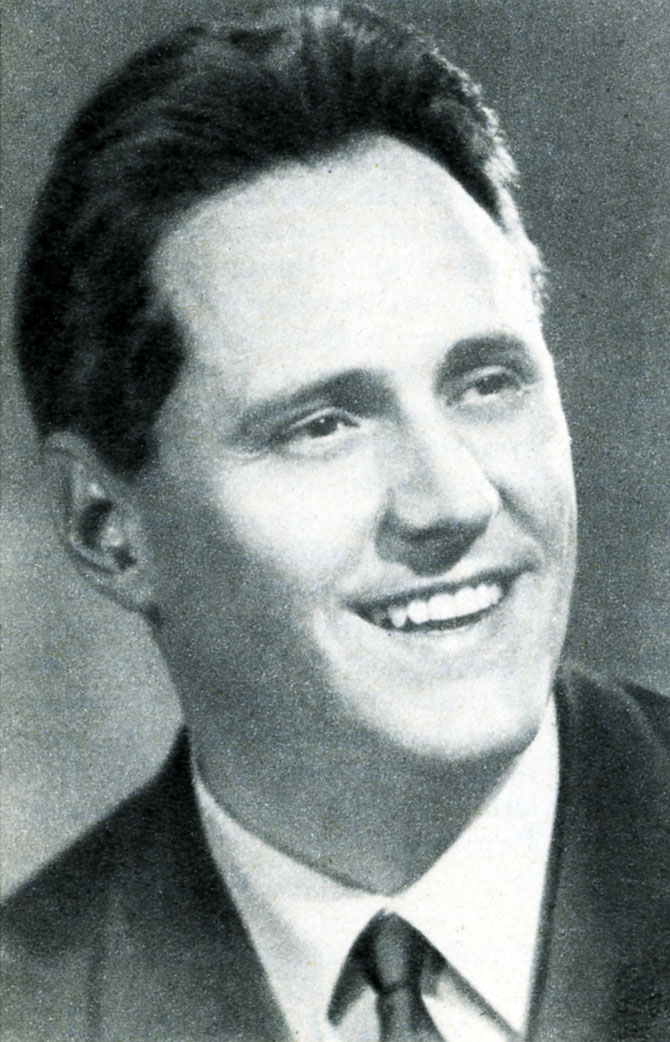
Sesto Bruscantini; * 10. Dezember

- 10. Dezember: Sesto Bruscantini, italienischer Opernsänger († 2003)
- 10. Dezember: Alexander Courage, US-amerikanischer Filmkomponist († 2008)
- 10. Dezember: Vicentico Valdés, kubanischer Sänger († 1996)
- 20. Dezember: Nicolás Urcelay, mexikanischer Sänger († 1959)
- 22. Dezember: Lil Green, US-amerikanische Blues-Sängerin († 1954)
- 23. Dezember: Hugo Romani, argentinischer Sänger († 2016)
- 28. Dezember: Inocente Carreño, venezolanischer Komponist († 2016)
- 30. Dezember: David Willcocks, britischer Chorleiter und Komponist († 2015)
- 31. Dezember: Ludmila Frajt, serbische bzw. jugoslawische Komponistin († 1999)

### Genaues Geburtsdatum unbekannt
- Bilegiin Damdinsüren, mongolischer Komponist († 1992)
- Traudi Harprecht, deutsche Schauspielerin, Sängerin und Tänzerin († 1974)

## Gestorben

### Januar bis Juni
- 14. Januar: Carlos Manuel García Vila, dominikanischer Geiger und Musikpädagoge (* 1893)
- 16. Januar: Jaroslav Jeremiáš, tschechischer Komponist (* 1889)
- 22. Januar: Josesito García Vila, dominikanischer Pianist und Komponist (* 1888)
- 24. Januar: Jewgenija Eduardowna Linjowa, russische Altistin, Folkloristin und Hochschullehrerin (* 1854)
- 02. Februar: Xavier Leroux, französischer Komponist (* 1863)
- 04. Februar: Jelisaweta Andrejewna Lawrowskaja, russische Kontra-Alt-Opern- und Konzertsängerin und Hochschullehrerin (* 1845)
- 11. Februar: Francesco Mottino, italienischer Schriftsteller, Sänger und Gesangspädagoge (* um 1833)
- 12. Februar: Paul Wiggert, deutscher Kammermusiker und Komponist (* 1878)
- 24. Februar: Josephine McGill, US-amerikanische Komponistin und Musikhistorikerin (* 1877)
- 01. März: Alfred Richter, deutscher Pianist, Komponist, Dirigent und Musikschriftsteller (* 1846)
- 06. März: Patrick Joseph McCall, Dichter, Autor und Musiker (* 1861)
- 08. März: Auguste Tolbecque, französischer Cellist, Dirigent, Komponist, Instrumentenbauer und Musikpädagoge (* 1830)
- 11. März: Harald Fryklöf, schwedischer Organist, Musikpädagoge und Komponist (* 1882)
- 13. März: Amy Woodforde-Finden, englische Komponistin (* 1860)
- 19. März: Franklin Taylor, englischer Pianist und Musikpädagoge (* 1843)
- 20. März: Josep Abarcat i Sebastià, katalanischer Pianist, Komponist und Musikpädagoge (* vor 1880)
- 05. April: Gustav von Roessler, deutscher Komponist und Musikdirektor (* 1850)
- 19. April: Joseph Gagnier, kanadischer Klarinettist (* 1854)
- 24. April: Camille Erlanger, französischer Komponist (* 1863)
- 08. Mai: Philipp Wolfrum, deutscher Komponist und Organist (* 1854)
- 09. Mai: James Reese Europe, US-amerikanischer Bandleader und Komponist (* 1881)
- 19. Mai: George Putnam Upton, US-amerikanischer Musikkritiker, Musikschriftsteller und Journalist (* 1834)
- 24. Mai: Nadeschda Nikolajewna Rimskaja-Korsakowa, russische Pianistin, Musikwissenschaftlerin und Komponistin (* 1848)
- 25. Mai: Willy Beutler, deutscher Opernsänger und Schauspieldirektor (* 1878)
- 02. Juni: Elisabeth Ziese, deutsche Pianistin und Organistin (* 1854)
- 30. Juni: Artur Eccarius-Sieber, deutscher Musikpädagoge (* 1864)

### Juli bis Dezember

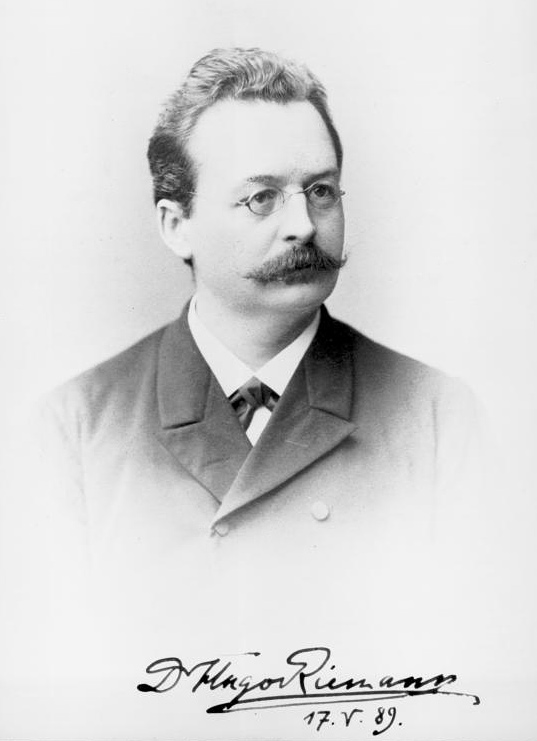
Hugo Riemann; † 10. Juli

- 10. Juli: Hugo Riemann, deutscher Musiktheoretiker, Musikhistoriker und Musikpädagoge (* 1849)
- 25. Juli: Friedrich Grützmacher, deutscher Cellist (* 1866)
- 08. August: Anna Deinet, deutsche Opernsängerin (* 1843)

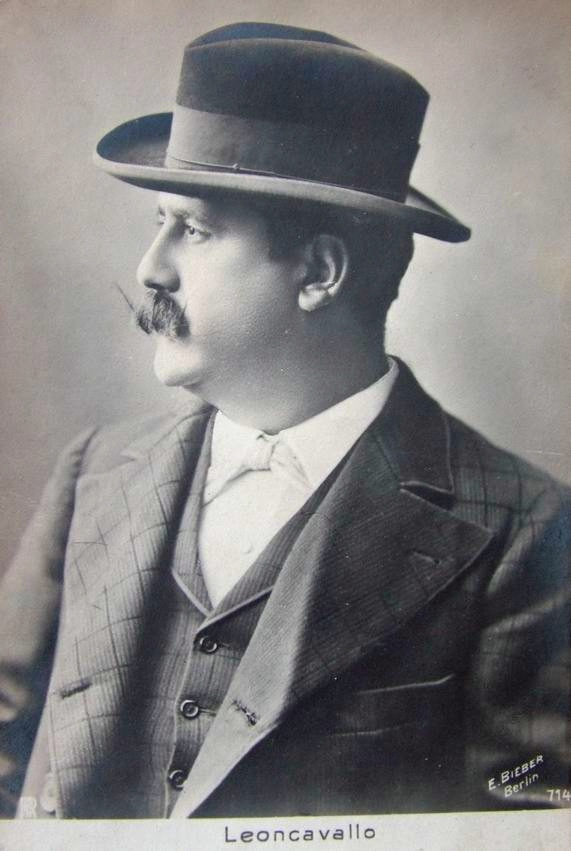
Ruggero Leoncavallo; † 9. August

- 09. August: Ruggero Leoncavallo, italienischer Komponist (* 1857)
- 09. August: Max Puchat, deutscher Komponist, Dirigent und Musikpädagoge (* 1859)
- 11. August: Heinrich Ernst, deutscher Opernsänger (* 1848)
- 11. August: Theodor Müller-Reuter, deutscher Dirigent und Komponist (* 1858)
- 03. September: Josef Wiedemann, österreichischer Militärkapellmeister und Komponist (* 1828)
- 09. September: Henri Lutz, französischer Komponist (* 1864)
- 13. September: Karl Dibbern, deutscher Kapellmeister, Regisseur und Komponist (* 1855)
- 17. September: Paul Abarbanell, deutscher Kapellmeister (* 1851)
- 27. September: Adelina Patti, spanische Opernsängerin (Sopran) italienischer Abstammung (* 1843)

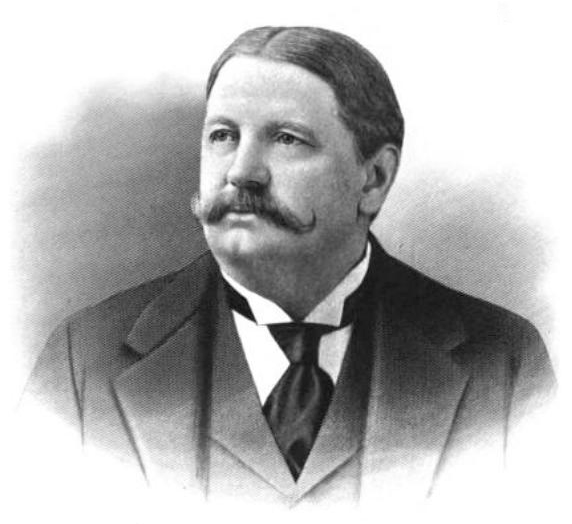
Charles Herman Steinway; † 31. Oktober

- 00. September: Vicent Costa i Nogueras, katalanischer Komponist und Pianist (* 1852)
- 14. Oktober: Ángel Villoldo, argentinischer Tangokomponist und -dichter (* 1861)
- 31. Oktober: Charles Herman Steinway, US-amerikanischer Industrieller, Klavierbauer sowie Amateurkomponist und -Pianist (* 1857)
- 12. November: Carl Reinhart, österreichischer Operettensänger (* 1875)
- 13. November: Magnus Hofberg, Gründer der Harmoniumfabrik Magnus Hofberg in Leipzig (* 1862)
- 22. November. Kateryna Rubtschakowa, ukrainische Schauspielerin und Opernsängerin (* 1881)
- 26. November: Octave Maus, belgischer Jurist, Schriftsteller, Musikkritiker und Kunstförderer (* 1856)
- 18. Dezember: Horatio Parker, US-amerikanischer Komponist (* 1863)
- 21. Dezember: Louis Diémer, französischer Pianist und Komponist (* 1843)

### Genaues Todesdatum unbekannt
- José Ovidio García, dominikanischer Klarinettist, Dirigent und Musikpädagoge (* 1862)